# Cathédrale de la Transfiguration de Zagreb
Cette  cathédrale n’est pas la seule cathédrale de la Transfiguration.
La cathédrale de la Transfiguration de Zagreb, la capitale de la Croatie, est le siège de la métropole de Zagreb et de Ljubljana de l'Église orthodoxe serbe.

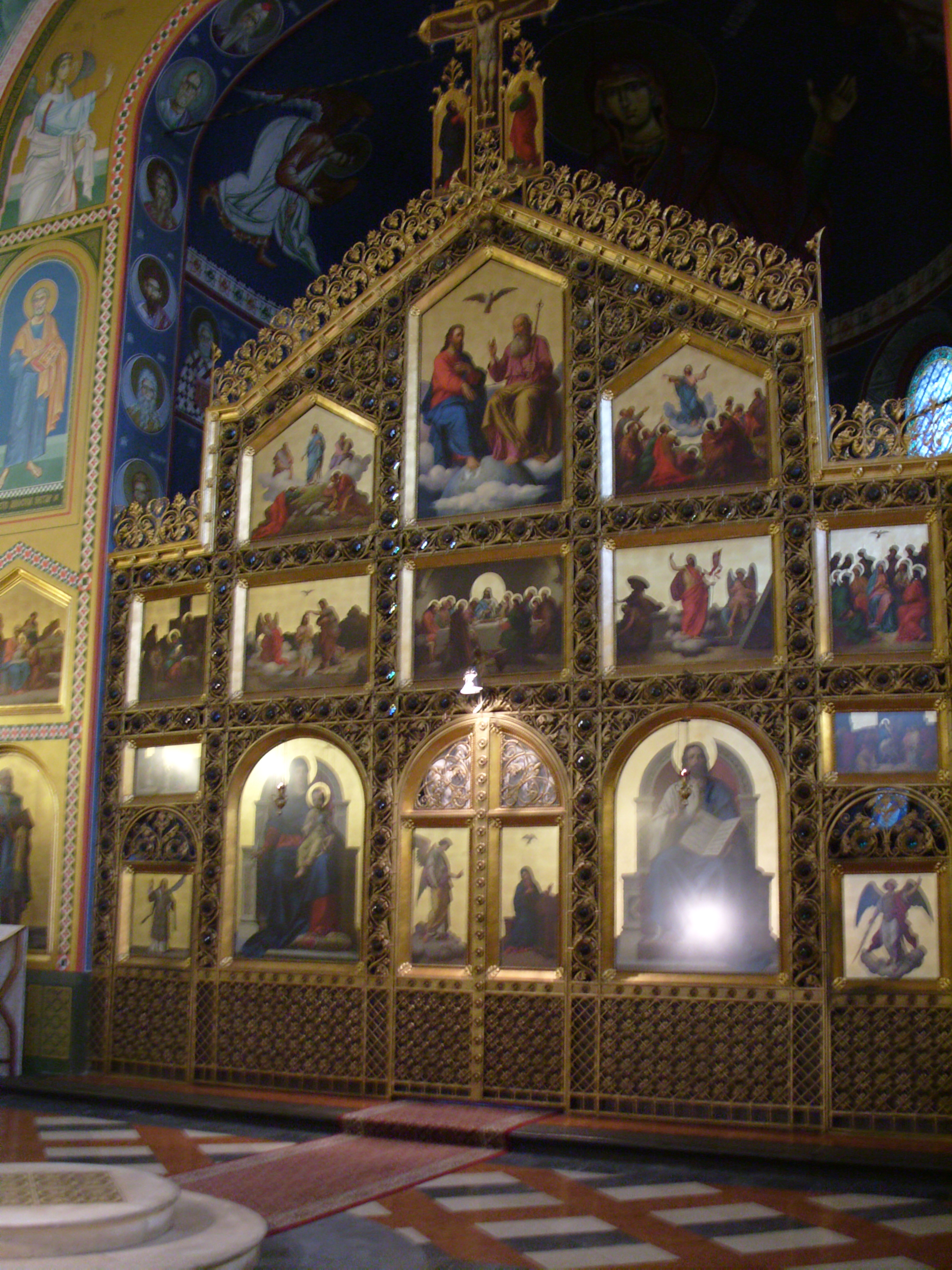
Intérieur de la cathédrale.